# Oskar Birckenbach
Oskar Birckenbach (* 18. August 1881 in Schweinfurt; † 6. Juni 1948 in Regensburg) war ein deutscher Maler, Graphiker und Kunsterzieher.

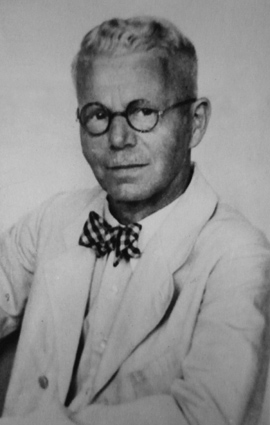
Oskar Birckenbach

## Leben

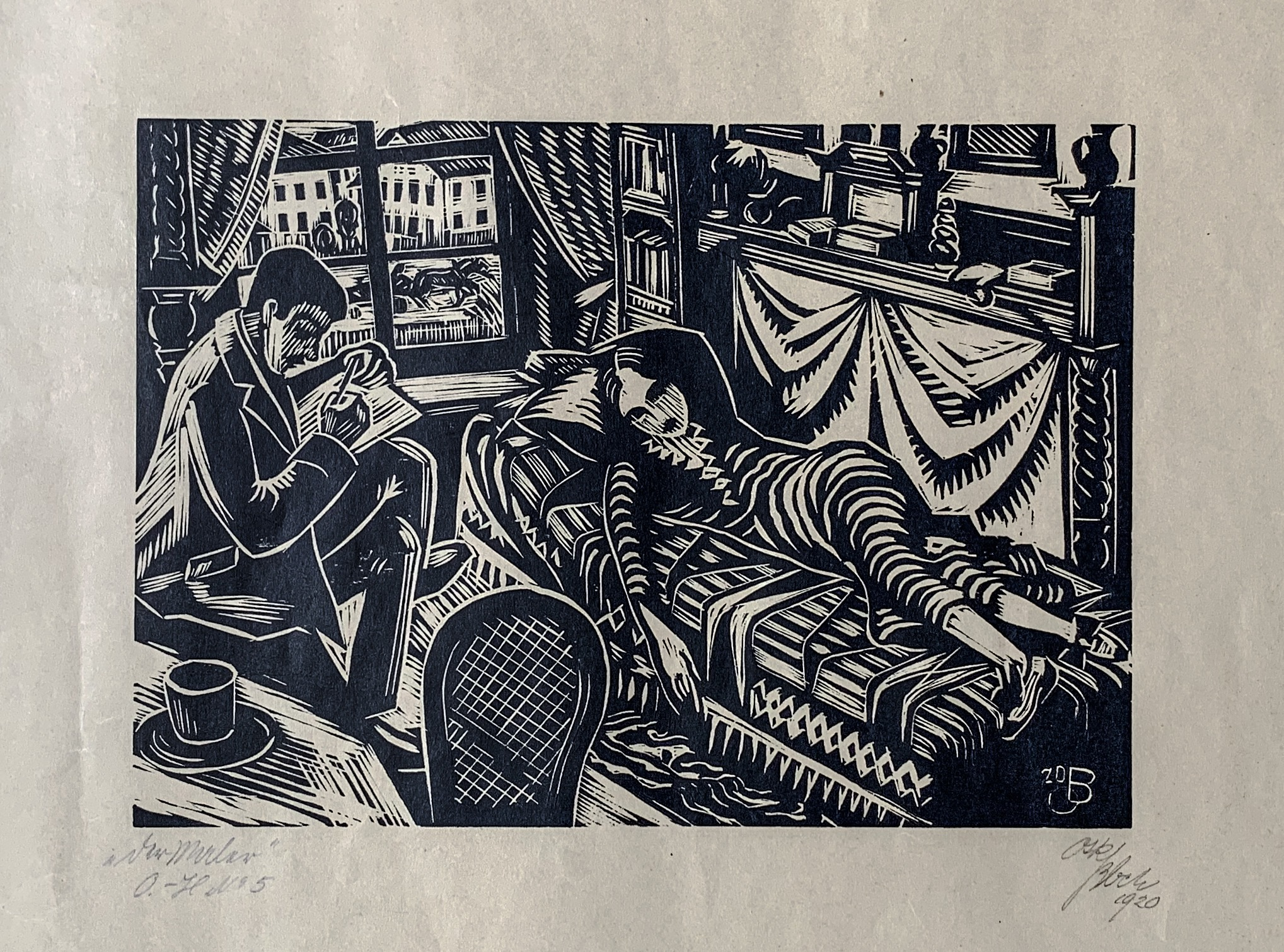
Holzschnitt „Im Atelier“, 1920

Oskar Birckenbach wurde 1881 in Schweinfurt als Sohn eines königlichen Oberamtsrichters geboren. Im Oktober 1904 begann er ein Studium an der Kunstakademie München bei Gabriel von Hackl. Ab 1910 übernahm er eine Lehrtätigkeit als Kunsterzieher an der Oberrealschule in Regensburg, dem heutigen Goethe-Gymnasium. Dort wurde Birckenbach als Zeichenlehrer der lebenslange Mentor des Illustrators Alfred Zacharias. Er erkannte dessen künstlerisches Talent und brachte ihm die Kunst des Holzschnitts nahe.

Von 1919 bis 1921 wurde Birckenbach Mitarbeiter der expressionistischen Zeitschrift „Die Sichel“, die von seinen Freunden dem Dichter Georg Britting und dem Maler Josef Achmann herausgegeben wurde. Außerdem veröffentlicht er Bilder in den expressionistischen Zeitschriften „Der Weg“ und Die Aktion 
Oskar Birkenbach gehörte zu den Stillen im Lande, zu den Menschen, die warten konnten. Als  Dreißigjährigerer war er noch wenig an die Öffentlichkeit getreten. Auch ihn hatte der Krieg daran gehindert, die Quellen seines Schaffens zu finden und zu erproben. Nach dem Krieg strömten die Quellen neu und frisch und seine Arbeiten wurden in den Zeitschriften »Aktion« und Die Sichel veröffentlicht.

Britting über Birckenbach in der Literaturzeitschrift Die Bücherkiste, I, 1919
1921 hatte er den Vorsitz des „Bayrischen Pfadfinderbundes Regensburg e.V.“ inne. Er stand dem BNP, Bund deutscher Neupfadfinder nahe. Dadurch kam es zur Zusammenarbeit mit John Hargrave, bei „Kibbo Kift. Die Waldverwandtschaft“. Außerdem erstellte er mehrere Zeichnungen und Holzschnitte von Hans Blüher.
Einige Holzschnitte von Oskar Birckenbach sind in der Sammlung des LACMA (Los Angeles County Museum of Art) u. a. Landscape 1919, Family 1919, Woman and Child 1919. Die Städtische Galerie Regensburg hat sein Porträt von Josef Achmann in ihrer Sammlung.

## Trivia
Die Staatliche Bibliothek Regensburg bewahrt eine Sammlung seiner Unterrichtsvorbereitungen und Zeichenarbeiten seiner Schüler auf.
Das Museum verwahrt eine Anzahl von Gemälden und Bleistiftzeichnungen, die für Regensburg topographische Bedeutung haben, wie z. B. ein Gemälde des alten Elektrizitätswerks an der Augustenstraße, oder Ölskizzen auf Papier der aufgelassenen Lazarusfriedhöfe im Stadtpark und Bleistiftzeichnungen der Sinzinger Eisenbahnbrücke der Bahnstrecke Regensburg–Ingolstadt.